# Penang FA
Le Penang FA est un club malaisien de football basé à George Town. Ashley Westwood y est l'entraineur depuis novembre 2016.

## Palmarès
- Championnat de Malaisie
  - Champion : 1982, 1998 et 2001
  - Vice-champion : 1999 et 2000

- Coupe de Malaisie
  - Vainqueur : 1953, 1954, 1958 et 1974
  - Finaliste : 1934, 1941, 1950, 1952, 1968 et 1977

- Coupe de la Fédération de Malaisie
  - Vainqueur : 2002
  - Finaliste : 1997 et 2000

## Joueurs connus
- Mohd Faiz Subri, milieu offensif, vainqueur du prix Puskás de la FIFA 2016 du plus beau but de l'année.